# Concinnia
Concinnia is een geslacht van hagedissen uit de familie skinken (Scincidae).

## Naam en indeling
De wetenschappelijke naam van de groep werd voor het eerst voorgesteld door Richard Walter Wells en Cliff Ross Wellington in 1984.
Er zijn negen verschillende soorten, die eerder tot het geslacht Eulamprus werden gerekend. De gekielde skink (Concinnia queenslandiae) werd lange tijd tot het niet meer erkende, monotypische geslacht Gnypetoscincus gerekend, waardoor de verouderde wetenschappelijke naam in de literatuur vaak wordt gebruikt. De soort Concinnia spinosa werd lange tijd tot het monotypische en niet meer erkende geslacht Nangura gerekend.

## Uiterlijke kenmerken
De verschillende soorten bereiken een kopromplengte van ongeveer zeven tot elf centimeter, de staart is langer dan het lichaam. De lichaamskleur is bruin tot koperbruin met donkere vlekken tot een marmertekening. De schubben zijn glad en glanzend.
De poten zijn goed ontwikkeld en dragen vijf vingers en tenen. De poten zijn relatief lang in vergelijking met andere skinken. De oogleden zijn beweeglijk en hebben geen doorzichtig venster in het midden. De gehooropeningen hebben geen lobachtige schubben aan de achterrand.

## Levenswijze
De hagedissen zijn overdag actief en leven voornamelijk op de bodem. Het voedsel bestaat uit ongewervelden zoals insecten. De vrouwtjes zetten geen eieren af maar brengen hun jongen levend ter wereld.

## Verspreiding en habitat
Alle soorten komen endemisch voor in delen van Australië en leven in de staten New South Wales en zuidelijk Queensland.
De habitat bestaat uit relatief vochtige omgevingen, zoals bossen, biotopen met veel mos op de bodem en de vegetatie en andere dichtbegroeide gebieden. Veel soorten leven in regenwouden maar de hagedissen kunnen ook in vochtige delen van tuinen en parken worden aangetroffen. De dieren schuilen vaak in rottend hout en onder houtblokken zoals omgevallen bomen.
Door de internationale natuurbeschermingsorganisatie IUCN is aan acht soorten een beschermingsstatus toegewezen. Zeven soorten worden gezien als 'veilig' (Least Concern of LC). De soort Concinnia frerei wordt als 'kwetsbaar' beschouwd (Vulnerable of VU).

## Soorten
Het geslacht omvat de volgende soorten, met de auteur en het verspreidingsgebied.
| Naam                                   | Auteur                           | Verspreidingsgebied                                                  |
| -------------------------------------- | -------------------------------- | -------------------------------------------------------------------- |
| Concinnia amplus                       | Covacevich & McDonald, 1980      | Australië (centraal-oostelijk Queensland)                            |
| Concinnia brachyosoma                  | Lönnberg & Andersson, 1915       | Australië (noordelijk Queensland)                                    |
| Concinnia frerei                       | Greer, 1992                      | Australië (noordoostelijk Queensland)                                |
| Concinnia martini                      | Wells & Wellington, 1985         | Australië (noordoostelijk New South Wales, zuidoostelijk Queensland) |
| Gekielde skink Concinnia queenslandiae | De Vis, 1890                     | Australië (Queensland)                                               |
| Concinnia sokosoma                     | Greer, 1992                      | Australië (centraal-oostelijk Queensland)                            |
| Concinnia spinosa                      | Covacevich, Couper & James, 1993 | Australië (centraal-oostelijk Queensland)                            |
| Concinnia tenuis                       | Gray, 1831                       | Australië (New South Wales, zuidelijk Queensland)                    |
| Concinnia tigrinus                     | De Vis, 1888                     | Australië (Queensland)                                               |